# Марко Семов (награда)
Наградата за ярко присъствие в духовния живот на нацията „проф. Марко Семов“ е учредена през 2007 г. от Съюза на българските журналисти, Съюза на българските писатели, Сдружението за национално съхранение, община Априлци и Фондация „Проф. Марко Семов“ в памет на големия български общественик, учен и писател чл.-кор. на БАН проф. д. фил. н. Марко Семов.
Наградата се връчва ежегодно.
Материалното изражение на наградата се състои от диплом и парична сума от 5000 лв.

## Лауреати
- 2007 – Недялко Йорданов[1]
- 2008 – Тошо Тошев
- 2009 – проф. Дойно Дойнов[2]
- 2010 – Гергина Тончева[3][4]
- 2013 – акад. Людмил Стайков[5]
- 2019 – Българска академия на науките[6][7]
- 2023 – Неофит Български[8]